# جيوفري ستريت
جيوفري ستريت (بالإنجليزية: Geoffrey Street)‏ هو فلاح وسياسي أسترالي، ولد في 21 يناير 1894 في Woollahra ‏ في أستراليا، وتوفي في 13 أغسطس 1940 في كانبرا في أستراليا. نشط حزبياً في حزب أستراليا المتحدة. وقد انتخب عضو مجلس النواب الأسترالي عن دائرة كورانجاميت ‏ (15 سبتمبر 1934 – 13 أغسطس 1940).